# شهرستان ماریون (اورگن)
شهرستان ماریون، اورگن (به انگلیسی: Marion County, Oregon) شهرستانی در ایالات متحده آمریکا است که در اورگن واقع شده‌است.

## خصوصیات
شهرستان ماریون ۳٬۰۹۲٫۴۶ کیلومترمربع مساحت دارد.